# Vincent Bugliosi

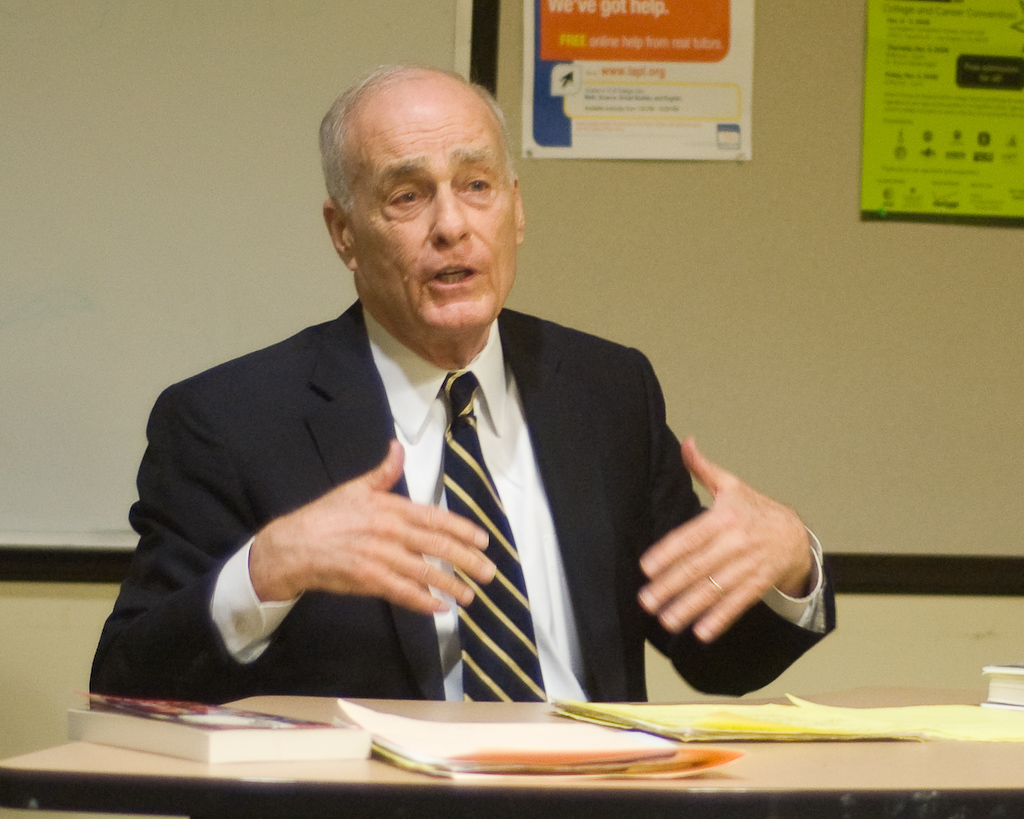
Vincent Bugliosi

Vincent Bugliosi, född 18 augusti 1934 i Hibbing, Minnesota, död 6 juni 2015 i Los Angeles, Kalifornien, var en amerikansk åklagare och författare. Han blev kanske mest känd som åklagare i rättegången mot Charles Manson och ytterligare medlemmar i den så kallade Mansonfamiljen.
Bugliosi studerade vid University of Miami innan han tog juristexamen vid UCLA 1964. När han arbetade som assisterande distriktsåklagare i Los Angeles County blev han utvald att ta hand om åtalet mot Charles Manson, Susan Atkins, Patricia Krenwinkel och Leslie Van Houten för de så kallade "Tate/LaBianca-morden". 
Under sin karriär som åklagare förlorade han endast ett av 106 brottmål. 1972 och 1976 kandiderade han till posten som distriktsåklagare men förlorade båda gångerna.
Bugliosi skrev tillsammans med Curt Gentry boken Helter Skelter om Manson-fallet. Boken har filmatiserats för TV två gånger. Bugliosi intervjuades ofta i TV om fallet men uttalade sig även, och skrev böcker, om andra ämnen. Bland annat var han starkt kritisk till Bush v. Gore som avgjorde presidentvalet i USA 2000. I boken The Prosecution of George W. Bush for Murder argumenterar han för att George W. Bush skulle kunna dömas för mord på de 4 000 amerikanska soldater som dött i Irakkriget. Boken  Outrage handlar om rättegången mot O.J. Simpson som Bugliosi anser vara skyldig. I den 1612 sidor långa boken Reclaiming History undersöker han mordet på John F. Kennedy och argumenterar för att Lee Harvey Oswald utförde det själv. 